# التنظيف الجاف (فلم)
التنظيف الجاف هو فيلم من نوع دراما أُصدر في 1997. الفيلم من إخراج آن فونتين، أما السيناريو فكان من كتابة آن فونتين وجيل توران ‏.

## القصة
جان ماري (تشارلز بيرلنج) ونيكول كونستلر (ماوي ماوي) متزوجان منذ 15 عامًا ويكسبان عيشهما من إدارة خدمة التنظيف الجاف في بلدة فرنسية صغيرة. ينقطع روتينهما الممل بعد رؤية الأخ والأخت لويك (ستانيسلاس ميرهار) ومارلين (ماتيلد سيغنر) يؤديان عرضًا مثيرًا في ملهى ليلي. عندما يأتي لويك إلى متجرهما، يبدأ الزوجان بإقامة صداقة مع الأشقاء. تتسبب رغبة لويك في كل من الزوج والزوجة في حدوث توتر عندما ينتقل للعيش معهما.

## طاقم التمثيل
- ستانيسلاس ميرهار
- جيرار بلان
- ماوي-ماوي
- ماتيلد سيغنر
- Michel Bompoil  [لغات أخرى]‏
- تشارلز بيرلنج

## الإنتاج
موسيقى الفيلم التصويرية كانت من تأليف إدوارد دوبويس.

## وصلات خارجية
- مقالات تستعمل روابط فنية بلا صلة مع ويكي بيانات